# Uscana latipennis
Uscana latipennis is een vliesvleugelig insect uit de familie Trichogrammatidae. De wetenschappelijke naam werd in 1985 als Neolathromera latipennis gepubliceerd door Yousuf & Shafee. Bij plaatsing in het geslacht Uscana is de naam een secundair junior homoniem van Uscana latipennis (Girault, 1911), gepubliceerd als Zaga latipennis.
De soort komt voor in Uttar Pradesh in India.